# 4305 Clapton
A 4305 Clapton (ideiglenes jelöléssel 1976 EC) a Naprendszer kisbolygóövében található aszteroida. A Harvard Observatory fedezte fel 1976. március 7-én.
Nevét Eric Clapton (1945) angol zenész után kapta.